# Calliste safran
Tangara icterocephala
Espèce
Statut de conservation UICN

 LC  : Préoccupation mineure
Le Calliste safran (Tangara icterocephala), également appelé tangara à gorge d'argent, est une espèce d'oiseaux de la famille des Thraupidae.

## Habitat et répartition

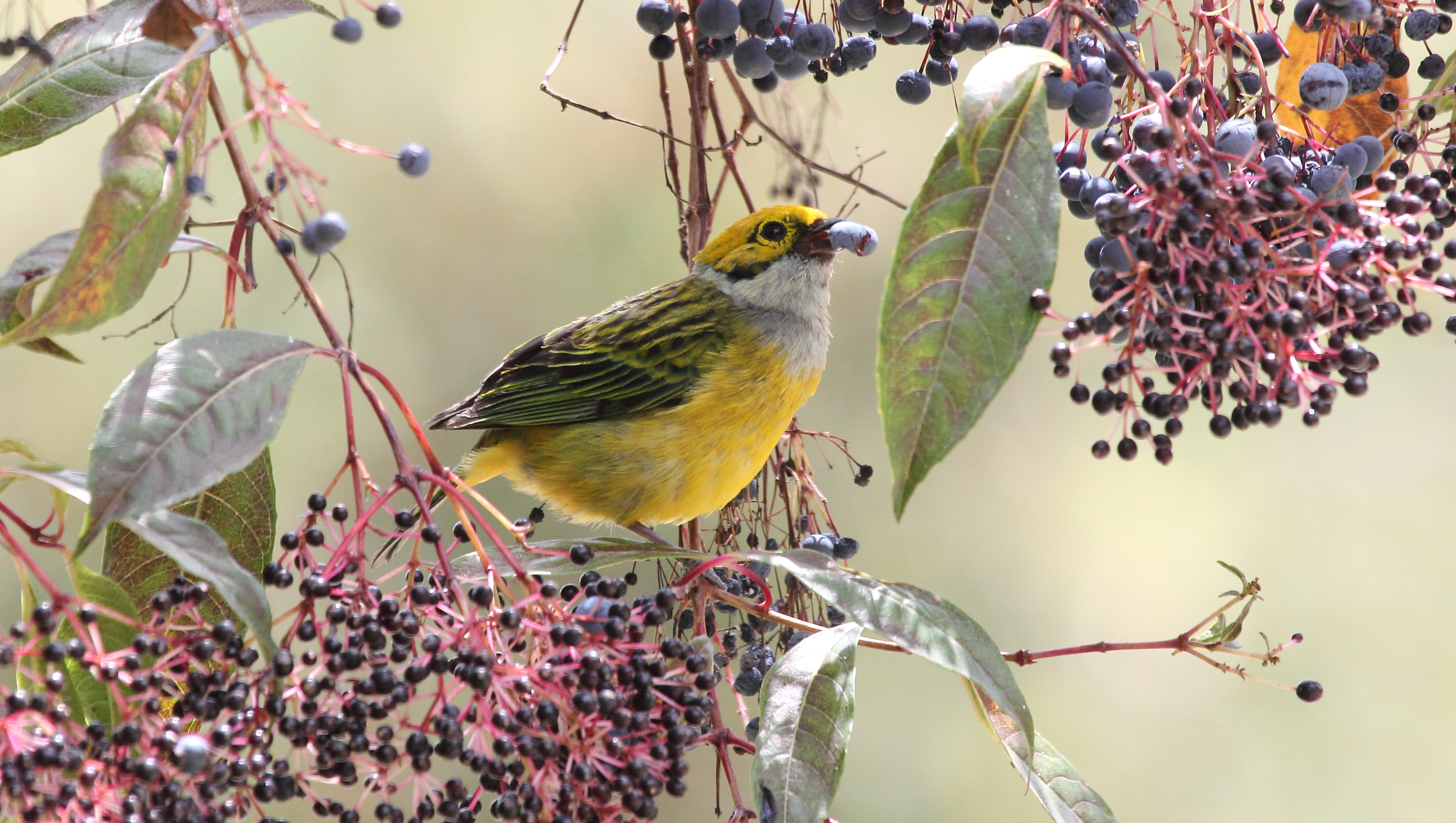

Cet oiseau vit dans les montagnes du Costa Rica à l'ouest de l'Équateur.

## Mensurations
Il mesure 13 cm.

## Alimentation
Il se nourrit de fruits, de bourgeons et d'arthropodes.

## Sous-espèces
D'après Alan P. Peterson, cette espèce est constituée des trois sous-espèces suivantes :
- Tangara icterocephala frantzii (Cabanis) 1861 ;
- Tangara icterocephala icterocephala (Bonaparte) 1851 ;
- Tangara icterocephala oresbia Wetmore 1962.